# La Ermita, Pénjamo
La Ermita är en ort i Mexiko.   Den ligger i kommunen Pénjamo och delstaten Guanajuato, i den centrala delen av landet, 300 km väster om huvudstaden Mexico City. La Ermita ligger 1 713 meter över havet och antalet invånare är 821.
Terrängen runt La Ermita är platt åt sydväst, men åt nordost är den kuperad. Terrängen runt La Ermita sluttar söderut. Runt La Ermita är det ganska tätbefolkat, med 104 invånare per kvadratkilometer. Närmaste större samhälle är La Piedad Cavadas, 9,1 km sydväst om La Ermita. Trakten runt La Ermita består till största delen av jordbruksmark.